# Maria Aurora Uggla
Maria Aurora Uggla (1747 – 1826) è stata una nobildonna svedese.

## Biografia
Maria Aurora era la figlia di Clas Fredrik Uggla, e di sua moglie, Anna Magdalena Hierta.

## Dama d'onore
Nel 1766 divenne dama d'onore di Sofia Maddalena al suo arrivo in Svezia, ed è stata una delle tre dame a partecipare alla seconda cerimonia del matrimonio nel Palazzo Reale di Stoccolma, il 4 novembre 1766. È stata descritta come la persona di fiducia e stretta confidente di Sofia Maddalena. L'unica altra dama di compagnia della regina a cui era così vicina, era Virginia Charlotta Manderström.
Come persona, si dice che avesse una lingua tagliente. Maria Aurora è stata la stella del teatro amatoriale della corte reale, riconosciuta e considerata per il suo talento drammatico: lei e Caroline Lewenhaupt erano considerate come le primedonne del teatro amatoriale di Gustavo III.
Fu considerata un messaggero quando il re aveva deciso di conciliarsi con la regina nel 1775, al fine di consumare il matrimonio, ma, invece, venne scelto il conte Adolf Fredrik Munck, che aveva avuto una relazione con la cameriera della regina, Anna Sofia Ramström. Dopo che la regina diede alla luce il principe ereditario nel 1778, girarono voci che il padre del bambino fosse Munck.

## Matrimonio
Maria Aurora sposò il tenente colonnello Karl Adam Ehrengranath nel 1778. Nel 1778, è stata nominata una delle due vice capi della corte del principe ereditario. Al colpo di stato che depose Gustavo IV Adolfo di Svezia, nel 1809, Maria Aurora fu la prima ad informare Sofia Maddalena di quello che era successo. Quando le fu negato di vedere il figlio, scoppiò in lacrime tra le braccia di Maria Aurora. Maria Aurora era presente al letto di morte di Sofia Maddalena nel 1813.

## Nella narrativa
Maria Aurora Uggla è tra i personaggi nel romanzo Drottningens förtrogna (Le confidenti della regina) di Anna Sparre (1994). Il suo personaggio fu interpretato da Sanna Mari Patjas in Le nozze di Gustavo III, nel 2001.